# Mable Fergerson
Mable Fergerson (née le 18 janvier 1955 à Los Angeles) est une athlète américaine, spécialiste du 400 mètres. 

## Carrière
Elle distingue lors de la saison 1971 en s'adjugeant, à dix-sept ans seulement, le titre du 400 m des Championnats de l'Amateur Athletic Union. Sélectionnée pour les Jeux olympiques d'été de 1972, à Munich, Mable Fergerson se classe cinquième de la finale du 400 mètres en 51 s 96, et remporte par ailleurs la médaille d'argent du relais 4 × 400 mètres aux côtés de Madeline Manning, Cheryl Toussaint et Kathy Hammond.

### Palmarès
| Date | Compétition     | Lieu   | Résultat | Épreuve   |
| ---- | --------------- | ------ | -------- | --------- |
| 1972 | Jeux olympiques | Munich | 5e       | 400 m     |
| 1972 | Jeux olympiques | Munich | 2e       | 4 × 400 m |

- Championnats de l'Amateur Athletic Union :
  - vainqueur du 400 m en 1971
  - vainqueur du 220 y et du 440 y en 1973

### Records
| Épreuve | Performance | Lieu   | Date |
| ------- | ----------- | ------ | ---- |
| 400 m   | 51 s 91     | Munich | 1972 |